# Curtis Hanson
Curtis Lee Hanson (ur. 24 marca 1945 w Reno, zm. 20 września 2016 w Los Angeles) – amerykański reżyser, scenarzysta i producent filmowy. Nagrodzony Oscarem za najlepszy scenariusz adaptowany do dramatu kryminalnego noir Tajemnice Los Angeles (1997). Za film ten otrzymał także nominację do Oscara w kategorii najlepszy reżyser.

## Życiorys

### Wczesne lata
Urodził się w Reno w stanie Nevada jako syn agentki nieruchomości Beverly June (z domu Curtis) i Wilbura Hale’a „Billa” Hansona (1917-1994), nauczyciela szkoły publicznej San Fernando Valley w Los Angeles i założyciela West Valley YMCA. Miał brata Johna i przyrodnią siostrę Charlotte.

### Kariera
Początkowo pracował jako dziennikarz magazynu Cinema i fotograf freelancer. W branży filmowej zadebiutował jako współautor scenariusza do filmu Horror w Dunwich (1970), a następnie Sweet Kill '(1973), który wyreżyserował. Oprócz już wymienionych napisał także scenariusze do takich filmów jak m.in.: Milczący partner (1978) z Elliottem Gouldem, Christopherem Plummerem i Susannah York, Już nigdy nie zawyje wilk (1983).
W 2011 Hanson zajął się produkcją dramatu HBO Zbyt wielcy, by upaść (Too Big to Fail), gdzie zagrali: William Hurt jako Henry Paulson, sekretarz skarbu Stanów Zjednoczonych i były prezes Goldman Sachs, Cynthia Nixon jako jego rzecznik prasowy, James Woods jako Richard S. Fuld Jr. z Lehman Brothers oraz Paul Giamatti jako Ben Bernanke.
W 2012 reżyserował thriller Wysoka fala z Gerardem Butlerem i Jonnym Westonem, lecz opuścił produkcję ze względu na nieokreśloną chorobę, a końcową realizacją filmu zajął się Michael Apted. W swoich ostatnich latach życia cierpiał na chorobę Alzheimera i otępienie czołowo-skroniowe. Zmarł 20 września 2016 w Los Angeles w wieku 71 lat.
Z nieformalnego związku z Rebeccą Yeldham miał syna Rio.

## Filmografia
- 1970: Horror w Dunwich (The Dunwich Horror) – scenariusz
- 1973: Sweet Kill – reżyser, scenariusz i produkcja
- 1978: Milczący partner (L'argent de la banque) – scenariusz
- 1980: The Little Dragons – reżyser i produkcja
- 1983: Już nigdy nie zawyje wilk (Never Cry Wolf) – scenariusz
- 1983: Tracąc to (Losin' It) – reżyser
- 1986: Dzieci z Times Square (The Children of Times Square, TV) – reżyser, scenariusz
- 1987: Widok z sypialni (The Bedroom Window) – reżyser, scenariusz
- 1987: Diabelskie miasto (Evil Town) – reżyser
- 1990: Zły wpływ (Bad Influence) – reżyser
- 1992: Ręka nad kołyską (The Hand That Rocks the Cradle) – reżyser
- 1994: Dzika rzeka (The River Wild) – reżyser
- 1997: Tajemnice Los Angeles (L.A. Confidential) – reżyser, scenariusz i produkcja
- 2000: Cudowni chłopcy (Wonder Boys) – reżyser, produkcja
- 2002: 8. Mila (8 Mile)- reżyser, produkcja
- 2002: Królik Greg (Greg the Bunny, serial TV) – odc. „Piddler on the Roof” – reżyser
- 2002: Adaptacja (Adaptation) – obsada aktorska: mąż Orlean
- 2005: Siostry (In Her Shoes) – reżyser, produkcja
- 2007: Lucky You – Pokerowy blef (Lucky You) – reżyser, scenariusz i produkcja
- 2010: Szpital Three Rivers (Three Rivers, serial TV) – odc. „Win-Loss” – producent wykonawczy
- 2011: Zbyt wielcy, by upaść (Too Big to Fail, TV) – reżyser, produkcja
- 2012: Wysoka fala (Chasing Mavericks) – reżyser i produkcja